# Coupe de Hongrie féminine de handball
La Coupe de Hongrie féminine de handball, hongrois : Magyar Kupa, est une compétition à élimination directe ouverte aux clubs féminin de handball en Hongrie. Elle a été fondée en 1951 et le vainqueur a accès à la Coupe des vainqueurs de coupe ou, depuis sa disparition, la Ligue européenne.
Avec 16 coupes remportées dont les quatre dernières éditions, le Ferencváros TC est le club le plus titré devant le Győri ETO KC et ses 15 coupes.

## Palmarès
Le palmarès est le suivant, :
| Année                            | Vainqueur                                             | Score                                                 | Finaliste                                             |
| -------------------------------- | ----------------------------------------------------- | ----------------------------------------------------- | ----------------------------------------------------- |
| 1951                             | Vörös Lobogó Magyar Posztó                            | 5 – 4                                                 | Budapesti Postás SE                                   |
| 1952                             | Vörös Lobogó Magyar Posztó                            | 7 – 6ap                                               | Vörös Meteor                                          |
| 1953                             | Vörös Meteor                                          | 7 – 5                                                 | Magyar Posztó                                         |
| 1956                             | Budapesti Szikra                                      | 7 – 6                                                 | Vörös Lobogó                                          |
| 1957 à 1962 : pas de compétition |                                                       |                                                       |                                                       |
| 1963                             | Budapest Spartacus SC                                 | 6 – 5                                                 | Ferencváros TC                                        |
| 1964                             | Óbudai Goldberger SE                                  | 7 – 6                                                 | Budapesti Postás SE                                   |
| 1965                             | Testnevelési Főiskola SE                              | 12 – 7                                                | Ózdi VSE                                              |
| 1966                             | Testnevelési Főiskola SE                              | 9 – 7                                                 | Pécsi Bányász                                         |
| 1967                             | Ferencváros TC                                        | 9 – 8                                                 | Óbudai Goldberger SE                                  |
| 1968                             | Budapest Spartacus SC                                 | 8 – 7ap                                               | Ózdi VSE                                              |
| 1969                             | Vasas SC                                              | 9 – 8                                                 | Budapest Spartacus SC                                 |
| 1970                             | Ferencváros TC                                        | 14 – 8                                                | Vasas SC                                              |
| 1971                             | Vasas SC                                              | 10 – 8                                                | Tatabányai SC                                         |
| 1972                             | Ferencváros TC                                        | 15 – 12                                               | Budapest Spartacus SC                                 |
| 1973                             | Bakony Vegyész (5 pts)                                | Tournoi à 4                                           | Ferencváros TC (4 pts)                                |
| 1974                             | Vasas SC                                              | 13 – 8                                                | Bakony Vegyész                                        |
| 1976                             | Vasas SC                                              | 19 – 13                                               | Csepeli SC                                            |
| 1977                             | Ferencváros TC (10 pts)                               | Tournoi à 4                                           | Vasas SC                                              |
| 1978                             | Vasas SC (12 pts)                                     | Tournoi à 4                                           | Ferencváros TC (8 pts)                                |
| 1979                             | Vasas SC (19 pts)                                     | Tournoi à 6                                           | Budapest Spartacus SC (16 pts)                        |
| 1980                             | Vasas SC (12 pts)                                     | Tournoi à 4                                           | Budapest Spartacus SC (5 pts)                         |
| 1981                             | Vasas SC                                              | 20 – 13 / 21 – 19                                     | Budapest Spartacus SC                                 |
| 1982                             | Vasas SC (10 pts)                                     | Tournoi à 6                                           | Építők SC (6 pts)                                     |
| 1983                             | Vasas SC (15 pts)                                     | Tournoi à 6                                           | Építők SC (12 pts)                                    |
| 1983                             | Bakony Vegyész (8 pts)                                | Tournoi à 3                                           | Debreceni VSC (2 pts)                                 |
| 1984                             | Vasas SC (19 pts)                                     | Tournoi à 6                                           | Budapest Spartacus SC (15 pts)                        |
| 1985                             | Debreceni VSC                                         | 13 – 17 / 22 – 14                                     | Ferencváros TC                                        |
| 1987                             | Debreceni VSC                                         | 23 – 22 / 31 – 32                                     | Vasas SC                                              |
| 1988                             | Budapest Spartacus SC                                 | 24 – 26 / 35 – 18                                     | Debreceni VSC                                         |
| 1988-1989                        | Debreceni VSC                                         | 25 – 18 / 20 – 20                                     | Építők SC                                             |
| 1989-1990                        | Debreceni VSC                                         | 21 – 20 / 21 – 20                                     | Építők SC                                             |
| 1990-1991                        | Debreceni VSC                                         | 30 – 25 / 18 – 21                                     | BHG SE                                                |
| 1991-1992                        | Építők SC                                             | 9 – 10 / 19 – 17                                      | Vasas SC                                              |
| 1992-1993                        | Ferencváros TC                                        | 12 – 8                                                | Vasas SC                                              |
| 1993-1994                        | Ferencváros TC                                        | 19 – 20 / 30 – 15                                     | Dunaferr NK                                           |
| 1994-1995                        | Ferencváros TC                                        | 29 – 18 / 25 – 17                                     | Vasas SC                                              |
| 1995-1996                        | Ferencváros TC                                        | 28 – 15 / 24 – 25                                     | Debreceni VSC                                         |
| 1996-1997                        | Ferencváros TC                                        | 20 – 20 / 21 – 15                                     | Vasas SC                                              |
| 1997-1998                        | Dunaferr NK                                           | 23 – 23, 3 – 1tab                                     | Ferencváros TC                                        |
| 1998-1999                        | Dunaferr NK                                           | 31 – 25                                               | Ferencváros TC                                        |
| 1999-2000                        | Dunaferr NK                                           | 29 – 17                                               | Győri ETO KC                                          |
| 2000-2001                        | Ferencváros TC                                        | 27 – 18                                               | Debreceni VSC                                         |
| 2001-2002                        | Dunaferr NK                                           | 24 – 24, 4 – 2tab                                     | Győri ETO KC                                          |
| 2002-2003                        | Ferencváros TC                                        | 31 – 25                                               | Dunaferr NK                                           |
| 2003-2004                        | Dunaferr NK                                           | 33 – 27                                               | Győri ETO KC                                          |
| 2004-2005                        | Győri ETO KC                                          | 26 – 24                                               | Dunaferr NK                                           |
| 2005-2006                        | Győri ETO KC                                          | 28 – 23                                               | Alcoa FKC                                             |
| 2006-2007                        | Győri ETO KC                                          | 35 – 28                                               | Ferencváros TC                                        |
| 2007-2008                        | Győri ETO KC                                          | 30 – 20                                               | Dunaferr NK                                           |
| 2008-2009                        | Győri ETO KC                                          | 32 – 27                                               | Debreceni VSC                                         |
| 2009-2010                        | Győri ETO KC                                          | 33 – 20                                               | Ferencváros TC                                        |
| 2010-2011                        | Győri ETO KC                                          | 29 – 21                                               | Debreceni VSC                                         |
| 2011-2012                        | Győri ETO KC                                          | 42 – 22                                               | Békéscsabai Előre NKSE                                |
| 2012-2013                        | Győri ETO KC                                          | 36 – 28                                               | Ferencváros TC                                        |
| 2013-2014                        | Győri ETO KC                                          | 34 – 29                                               | Ferencváros TC                                        |
| 2014-2015                        | Győri ETO KC                                          | 29 – 23                                               | Ferencváros TC                                        |
| 2015-2016                        | Győri ETO KC                                          | 33 – 27                                               | Érdi VSE                                              |
| 2016-2017                        | Ferencváros TC                                        | 29 – 29, 5 – 3tab                                     | Győri ETO KC                                          |
| 2017-2018                        | Győri ETO KC                                          | 27 – 23                                               | Érdi VSE                                              |
| 2018-2019                        | Győri ETO KC                                          | 32 – 29                                               | Ferencváros TC                                        |
| 2019-2020                        | Coupe non terminée à cause de la pandémie de Covid-19 | Coupe non terminée à cause de la pandémie de Covid-19 | Coupe non terminée à cause de la pandémie de Covid-19 |
| 2020-2021                        | Győri ETO KC                                          | 29 – 23                                               | Debreceni VSC                                         |
| 2021-2022                        | Ferencváros TC                                        | 26 – 22                                               | Győri ETO KC                                          |
| 2022-2023                        | Ferencváros TC                                        | 28 – 27                                               | Győri ETO KC                                          |
| 2023-2024                        | Ferencváros TC                                        | 25 – 23                                               | Győri ETO KC                                          |
| 2024-2025                        | Ferencváros TC                                        | 23 – 23, 2 – 1tab                                     | Győri ETO KC                                          |

## Bilan par club
| Rang  | Clubs                      | Titres | Années                                                                                        | Finales  |
| ----- | -------------------------- | ------ | --------------------------------------------------------------------------------------------- | -------- |
| 1     | Ferencváros TC T           | 16     | 1967, 1970, 1972, 1977, 1993, 1994, 1995, 1996, 1997, 2001 2003, 2017, 2022, 2023, 2024, 2025 | 12       |
| 2     | Győri ETO KC               | 15     | 2005, 2006, 2007, 2008, 2009, 2010, 2011, 2012, 2013, 2014 2015, 2016, 2018, 2019, 2021       | 8        |
| 3     | Vasas SC                   | 12     | 1969, 1971, 1974, 1976, 1978, 1979, 1980, 1981, 1982, 1983 1984, 1986                         | 7        |
| 4     | Debreceni VSC              | 5      | 1985, 1987, 1989, 1990, 1991                                                                  | 7        |
| 4     | Dunaferr NK                | 5      | 1998, 1999, 2000, 2002, 2004                                                                  | 5        |
| 6     | Budapest Spartacus SC      | 3      | 1963, 1968, 1988                                                                              | 6        |
| 7     | Magyar Posztógyári SE      | 2      | 1951, 1952                                                                                    | 2        |
| 7     | Bakony Vegyész             | 2      | 1973, 1983                                                                                    | 1        |
| 7     | Testnevelési Főiskola SE   | 2      | 1965, 1966                                                                                    | 0        |
| 10    | Építők SC                  | 1      | 1992                                                                                          | 4        |
| 10    | Vörös Meteor Egyetértés SK | 1      | 1953                                                                                          | 1        |
| 10    | Goldberger SE              | 1      | 1964                                                                                          | 1        |
| 10    | Bp. Szikra SK              | 1      | 1956                                                                                          | 0        |
| –     | Compétition abandonnée     | 1      | 2020                                                                                          | 1        |
| Total | Total                      | 68     | 1951-2025                                                                                     | 55 (+13) |